# Takumi Takahashi
Takumi Takahashi (Japans: 高橋 巧, Takahashi Takumi) (Saitama, 26 november 1989) is een Japans motorcoureur.
Takahashi rijdt in het MFJ All Japan Road Race JSB1000 Championship voor het MuSASHi RT HARC-PRO Honda-team. In 2005 maakte hij met een wildcard zijn debuut in de 125cc-klasse van het wereldkampioenschap wegrace op een Honda tijdens zijn thuisrace op de Twin Ring Motegi. In 2006, 2007 en 2008 kreeg hij een wildcard voor Honda voor zijn thuisrace in de 250cc-klasse. Ook heeft hij deelgenomen aan het MFJ All Japan Road Race GP125 Championship en het MFJ All Japan Road Race GP250 Championship, waar hij in 2008 kampioen werd. In 2010 won hij de 8 uur van Suzuka met Ryuichi Kiyonari en Takaaki Nakagami, terwijl hij in 2013 en 2014 de race won met Michael van der Mark en Leon Haslam.
Takahashi is een testrijder van het MotoGP-team van Honda naast Casey Stoner, Hiroshi Aoyama en Kousuke Akiyoshi. In 2015 maakte hij zijn MotoGP-debuut met een wildcard in zijn thuisrace en eindigde de race als twaalfde, waarmee hij vier WK-punten scoorde.

## Statistieken

### Grand Prix

#### Per seizoen
| Seizoen | Klasse | Motor  | Team                      | Races | Winst | Podiums | Poles | SR | Ptn | Pos |
| ------- | ------ | ------ | ------------------------- | ----- | ----- | ------- | ----- | -- | --- | --- |
| 2005    | 125cc  | Honda  | Arie Molenaar Racing      | 1     | 0     | 0       | 0     | 0  | 0   | NC  |
| 2006    | 250cc  | Honda  | Burning Blood             | 1     | 0     | 0       | 0     | 0  | 0   | NC  |
| 2007    | 250cc  | Honda  | Burning Blood Racing      | 1     | 0     | 0       | 0     | 0  | 0   | NC  |
| 2008    | 250cc  | Honda  | Burning Blood Racing Team | 1     | 0     | 0       | 0     | 0  | 0   | NC  |
| 2015    | MotoGP | Honda  | Team HRC with Nissin      | 1     | 0     | 0       | 0     | 0  | 4   | 26e |
| 2023    | MotoGP | Honda  | LCR Honda Castrol         | 0     | 0     | 0       | 0     | 0  | 0   | NC  |
| Totaal  | Totaal | Totaal | Totaal                    | 5     | 0     | 0       | 0     | 0  | 4   |     |

#### Per klasse
| Klasse | Seizoenen             | 1e GP                 | 1e podium             | 1e winst              | Races | Winst | Podiums | Poles | SR | Ptn | Kampioen |
| ------ | --------------------- | --------------------- | --------------------- | --------------------- | ----- | ----- | ------- | ----- | -- | --- | -------- |
| 125cc  | 2005                  | Japan 2005            |                       |                       | 1     | 0     | 0       | 0     | 0  | 0   | 0        |
| 250cc  | 2006-2008             | Japan 2006            |                       |                       | 3     | 0     | 0       | 0     | 0  | 0   | 0        |
| MotoGP | 2015, 2023            | Japan 2015            |                       |                       | 1     | 0     | 0       | 0     | 0  | 4   | 0        |
| Totaal | 2005-2008, 2015, 2023 | 2005-2008, 2015, 2023 | 2005-2008, 2015, 2023 | 2005-2008, 2015, 2023 | 5     | 0     | 0       | 0     | 0  | 4   | 0        |

#### Races per jaar
(vetgedrukt betekent pole positie; cursief betekent snelste ronde)
| Jaar | Klasse | Motor | 1   | 2   | 3   | 4   | 5   | 6   | 7   | 8   | 9   | 10  | 11     | 12      | 13  | 14      | 15     | 16  | 17  | 18  | 19  | 20  | Pos | Ptn |
| ---- | ------ | ----- | --- | --- | --- | --- | --- | --- | --- | --- | --- | --- | ------ | ------- | --- | ------- | ------ | --- | --- | --- | --- | --- | --- | --- |
| 2005 | 125cc  | Honda | SPA | POR | CHI | FRA | ITA | CAT | NED | GBR | DUI | TSJ | JPN 25 | MAL     | QAT | AUS     | TUR    | VAL |     |     |     |     | NC  | 0   |
| 2006 | 250cc  | Honda | SPA | QAT | TUR | CHI | FRA | ITA | CAT | NED | GBR | DUI | TSJ    | MAL     | AUS | JPN 23  | POR    | VAL |     |     |     |     | NC  | 0   |
| 2007 | 250cc  | Honda | QAT | SPA | TUR | CHI | FRA | ITA | CAT | GBR | NED | DUI | TSJ    | SMR     | POR | JPN DNF | AUS    | MAL | VAL |     |     |     | NC  | 0   |
| 2008 | 250cc  | Honda | QAT | SPA | POR | CHI | FRA | ITA | CAT | GBR | NED | DUI | TSJ    | SMR     | INP | JPN 17  | AUS    | MAL | VAL |     |     |     | NC  | 0   |
| 2015 | MotoGP | Honda | QAT | AME | ARG | SPA | FRA | ITA | CAT | NED | DUI | INP | TSJ    | GBR     | SMR | ARA     | JPN 12 | AUS | MAL | VAL |     |     | 26  | 4   |
| 2023 | MotoGP | Honda | POR | ARG | AME | SPA | FRA | ITA | DUI | NED | GBR | OOS | CAT    | SMR DNQ | IND | JPN     | INA    | AUS | THA | MAL | QAT | VAL | NC  | 0   |